# Seduced
Seduced is een Belgische zanggroep bestaande uit drie zangeressen, Katrien Schotte (geboren in 1979), Cindy Stoop (geboren 1978) en Reshum Van Til (geboren 1982). Ze scoorden een top 10-hit met een cover van het liedje Venus. De zangeressen hebben allemaal deelgenomen aan Temptation Island 2.